# Marko Krajcer
Marko Krajcer (* 6. Juni 1985) ist ein slowenischer Fußballspieler und jetziger -trainer.

## Karriere

### Verein
Krajcer begann seine Karriere beim NK Dravograd. Im März 2004 debütierte er für die Profis von Dravograd in der 1. SNL, als er am 19. Spieltag der Saison 2003/04 gegen den NK Domžale in der Startelf stand. Bis Saisonende kam er zu neun Einsätzen in der höchsten Spielklasse, aus der er am Saisonende mit Dravograd allerdings abstieg. Nach sechs Einsätzen für den Verein in der 2. SNL schloss er sich im Januar 2005 dem Ligakonkurrenten NK Izola an. Für Izola absolvierte er 13 Zweitligaspiele.
Zur Saison 2005/06 wechselte Krajcer nach Österreich zum viertklassigen ATSV Wolfsberg. Nach einem halben Jahr im Ausland kehrte er im Januar 2006 zu Dravograd zurück. Für den Verein kam er bis Saisonende zu 13 Einsätzen in der 2. SNL, aus der man aber am Saisonende abstieg. Daraufhin wechselte er zur Saison 2006/07 zum Zweitligisten NK Aluminij. In den folgenden viereinhalb Spielzeiten absolvierte er 111 Zweitligaspiele für Aluminij und erzielte sechs Tore. Im Januar 2011 schloss er sich dem Erstligisten NK Celje an. In fünfeinhalb Jahren in Celje kam Krajcer zu 145 Einsätzen in der 1. SNL, in denen er fünf Tore erzielte. Nach der Saison 2015/16 verließ er den Verein.
Nach mehreren Monaten ohne Klub schloss er sich in der Winterpause der Saison 2016/17 dem NK Krško an. Für Krško absolvierte er in eineinhalb Jahren 53 Spiele in der 1. SNL. Zur Saison 2018/19 wechselte Krajcer ein zweites Mal nach Österreich, diesmal zum Regionalligisten SC Weiz. Bei diesem Verein war er in weiterer Folge fünf Spielzeiten in der Regionalliga Mitte aktiv. Im Sommer 2023 wechselte er zum FC Oberes Feistritztal, der erst im Vorjahr durch die Fusion der Union Birkfeld, des UFC Strallegg und des USV Waisenegg entstanden war und 2023/24 am Spielbetrieb der siebentklassigen Gebietsliga Ost teilnahm. Danach kehrte Krajcer als Co-Trainer von Alois Hödl wieder zu den Weizern zurück, trat im Herbst 2024 für einen Monat als Interimstrainer in Erscheinung und übergab daraufhin an Robert Pein, dessen Co-Trainer er in weiterer Folge wurde. Seinen Spielerpass hinterlegte er ebenfalls beim SC Weiz und sollte bei Bedarf für dessen zweiter Mannschaft zum Einsatz kommen. In der Spielzeit 2024/25 blieben jedoch Einsätze Krajcers aus.

### Nationalmannschaft
Krajcer spielte 2001 sieben Mal für die slowenische U-16-Auswahl. Im März 2004 kam er zu einem Einsatz für die U-19-Mannschaft. Im April 2005 absolvierte er sein einziges Spiel für das U-20-Team.